# The Juvenile
«The Juvenile» (en español: El juvenil) es una canción del grupo de pop sueco Ace of Base. Fue publicada el 9 de diciembre de 2002, como el tercer sencillo de su cuarto álbum de estudio: Da Capo.

## Historia
La pista fue escrita y grabada en 1995 como «The GoldenEye», y se iba a usar como el tema principal de GoldenEye: la decimoséptima película de James Bond. Pero la discográfica Arista Records reemplazó al grupo del proyecto, cuando Tina Turner aceptó grabar «GoldenEye».
Finalmente, la canción fue reescrita más tarde y lanzada como se mencionó arriba. La única modificación es en el estribillo, que ahora dice Juvenile y no GoldenEye.
Solo fue lanzada como sencillo en Alemania y alcanzó el número 78 en la lista GmbH Charts.